# Susan Hayward
Susan Hayward, ursprungligen Edythe Marrenner, född 30 juni 1917 i Brooklyn i New York, död 14 mars 1975 i Beverly Hills, Los Angeles, Kalifornien, var en amerikansk skådespelare.

## Biografi
Susan Hayward började sin karriär som fotomodell och kom till Hollywood 1937. Hon provspelade för rollen som Scarlett O'Hara i Borta med vinden, som dock gick till Vivien Leigh.  Efter att ha medverkat i några mindre kända filmer fick hon 1947 sin första Oscarsnominering för sin roll som alkoholist i filmen Vinddriven. Susan Hayward kom att bli Oscarsnominerad ytterligare fyra gånger och var under 1950-talet en av Hollywoods större stjärnor.
År 1955 försökte Hayward ta sitt liv till följd av en bitter rättslig kamp om tvillingsönerna från sitt första äktenskap (1944–1954) med skådespelaren Jess Barker. Under det privat svåra året gjorde hon en stark karaktärsroll (mot Clark Gable) i filmen Möte i Hongkong. Därifrån är det i vykortsformat mest spridda idolkortet på Hayward. Det trycktes för Europas del i Västtyskland och blev relativt vanligt bland anhängare även i Sverige. 
Susan Hayward fick en Oscar för sin roll som den prostituerade och för mord dödsdömda Barbara Graham, i filmdramat Jag vill leva från 1958. Samma år spelade hon mot Jeff Chandler i den mer traditionella nybyggarstoryn De drog västerut. Haywards filmer i början av 1960-talet, varav tre under 1961, blev inga kassasuccéer och hade heller inte satt hela hennes kunnande på prov. Susan Hayward drog sig temporärt tillbaka från filmen 1964 i och med äktenskapet med sin andre man, Floyd Eaton Chalkley, men återkom 1967 med två filmer, bland annat Dockornas dal. Därefter dröjde det till 1972, då hon gjorde tre filmer; den sista blev TV-filmen Say Goodbye, Maggie Cole.
Hayward diagnostiserades med lungcancer 1972 och med hjärntumör (metastaser) 1973 och avled 1975. Begravningsceremonin hölls på Our Lady of Perpetual Help Cemetery i Carrollton, Georgia.
Susan Haywards morföräldrar kom från Vankiva i Skåne.

## Filmografi i urval
- 1938 – Girls on Probation
- 1939 – De tappras legion
- 1941 – Adam hade fyra söner
- 1944 – Den håriga apan
- 1944 – Redo för morgondagen
- 1946 – Den långa natten
- 1947 – Vinddriven - Oscarsnominerad
- 1947 – Innan domen faller
- 1949 – Tulsa – den brinnande staden
- 1949 – Mitt dåraktiga hjärta - Oscarsnominerad
- 1951 – Våld
- 1952 – Med en sång i mitt hjärta - Oscarsnominerad
- 1952 – Snön på Kilimanjaro
- 1953 – En kvinnas brott
- 1954 – Djävulens trädgård
- 1955 – Jag gråter imorgon - Oscarsnominerad
- 1955 – Möte i Hongkong
- 1956 – Erövraren
- 1958 – Jag vill leva - Oscar som bästa skådespelerska
- 1967 – Dockornas dal